# 住吉町站
住吉町站（日语：／ Sumiyoshichō eki */?）是位於愛知縣半田市宮路町，名古屋鐵道（名鐵）的河和線車站。車站編號為KC11。

## 歷史
- 1933年（昭和8年）7月10日 - 知多鐵道（日语：知多鉄道）農學校前站（日语：／）啟用。
- 1943年（昭和18年）2月1日 - 知多鐵道合併至名古屋鐵道。
- 1949年（昭和24年）12月1日 - 車站改名為住吉町站。
- 1982年（昭和57年）6月14日 - 跨站式站房翻新[2]。
- 2006年（平成18年）
  - 6月26日 - 設置自動閘機（日语：自動改札機）設置。
  - 7月14日 - 車站可以使用交通儲值卡「Trans Pass（日语：トランパス (交通プリペイドカード)）」。
- 2008年（平成20年）12月27日 - 實施時間表修正，不再成為特急特別停車站。
- 2011年（平成23年）
  - 3月26日 - 實施時間表修正，重新設定為特急特別停車站，平日只有1班前往河和特急停此站。
  - 2月11日 - 車站可以使用「manaca」IC卡。
- 2012年（平成24年）2月29日 - 車站不可使用交通儲值卡「Trans Pass」。

## 車站構造
車站為一座地面車站，設有2面2線的相對式月台，月台可容納8卡車廂。為全日有人車站，車站職員在西閘口當值。
從前東西兩月台不能互相前往，東邊月台連接名鐵游泳學校半田。在無障礙化工程後，在閘內可在兩月台之間互相前往。
從前此車站沒有月台顯示牌和自動廣播系統，在2008年度尾的無障礙化工程後，加設LED式顯示牌和自動廣播系統。閘口內設有廁所，但沒有升降機和電梯。
| 月台 | 路線   | 上下行 | 方向                   |
| ---- | ------ | ------ | ---------------------- |
| 1    | 河和線 | 下行   | 河和、內海方向         |
| 2    | 河和線 | 上行   | 太田川、名鐵名古屋方向 |

### 配線圖
| ← 太田川、 名古屋方向 | 住吉町站 站內配線略圖 | → 知多半田、 河和方向 |
| 图例 参考文献：       |                       |                       |

## 使用狀況
- 在中提及在2013年度，當時1日平均上下車人次為5,960人，在名鐵所有車站（275站）排名第67，河和線、知多新線（24站）中排名第8[5]。
- 在中提及在1992年度，當時1日平均上下車人次為5,228人，除岐阜市內線均一車費區間內各站（岐阜市內線、田神線、美濃町線徹明町站至琴塚站之間）外名鐵所有車站（342站）中排名第85，河和線、知多新線（26站）中排名第8[6]。

在早上和黃昏有許多高校生使用車站。另外，由於此站接近知多半田站，而特急只於平日只有1班特急停站，成為河和線內所有特急停車站與特別停車站中，唯一上行在星期六與假日沒有特急班次的車站。

## 車站周邊
- 愛知縣立半田高等學校（日语：愛知県立半田高等学校）
- 愛知縣立半田農業高等學校（日语：愛知県立半田農業高等学校）
- 愛知縣立半田工業高等學校（日语：愛知県立半田工業高等学校）
- 愛知縣立平成特別支援學校（日语：愛知県立ひいらぎ特別支援学校）
- 愛知縣警半田警署（日语：半田警察署）
- 名古屋地方裁判所（日语：名古屋地方裁判所）半田分部
- 半田税務署
- 半田勞動基準監督署
- 半田公共職業安定所（Hello work半田）
- 愛知縣知多綜合廳舍
- 半田住吉郵局
- 半田保健所
- 知多兒童諮詢中心
- 住吉神社
- 半田紅磚建築物（日语：半田赤レンガ建物）（舊加武登啤酒工廠）
- 名鐵協商（日语：名鉄協商）住吉町停車場
- 山田電機Teccland半田店（向東步行10分鐘）

### 的士
- 名鐵知多的士（日语：名鉄知多タクシー）
- 安全的士

## 相鄰車站
名古屋鐵道
 河和線
■特急（平日早上下行只限8:26一班停靠） 
阿久比（KC08）－住吉町（KC11）－知多半田（KC12）
□快速急行、■急行、■準急
阿久比（KC08）－住吉町（KC11）－知多半田（KC12）
■普通
半田口（KC10）－住吉町（KC11）－知多半田（KC12）

## 外部連結
- 住吉町 - 名古屋鐵道